# Борзнянська фортеця
Борзня́нська форте́ця — фортифікаційна споруда у місті Борзні.
Споруджена у 2-й половині XVII століття після зруйнування міста польською армією у грудні 1663 року. Фортеця мала стіни та 4 наріжні й 2 надбрамні башти.
Мала тридільну структуру укріплень: замок, город, посад.
Була обведена ровом, закріпленим з обох боків дубовими зрубами і дерев'яними стінами з баштами. Важливим елементом укріплень був дерев'яний замок-палац. Мав вихід до річки Борзни, яка створювала природну перешкоду з південно-західного боку. [джерело?]
Після реконструкції у 18 ст. одержала 10 земляних бастіонів п'ятикутної форми. Наприкінці 18 ст. на території фортеці були муровані Благовіщенська, Успенська, Троїцька і Миколаївська, а також дерев'яні Воскрасенська і Причистинська церкви. За переказами, від фортеці до міста Батурина пролягав підземний хід, по якому вільно проходила запряжена трійка коней. І сьогодні в районі міста під назвою «Замок» спостерігаються провали та просідання землі.[джерело?]